# Центральный вокзал Москвы
Центральный вокзал — железнодорожный вокзал, предлагавшийся к сооружению в Москве в начале XX века в качестве единого вокзала вместо нескольких имевшихся.

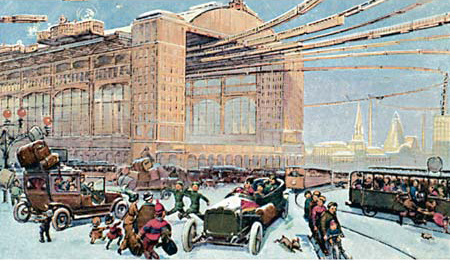
Центральный вокзал в 2259 году на карточке 1900 года из цикла «Москва в XXIII веке». Расположен в районе Каланчёвской

## Описание
Расположение вокзала предлагалось в самом центре города у Кремля и Красной площади. Вокзал должен был быть связан с железнодорожными линиями всех направлений от Москвы и интегрирован в систему линий метрополитена.

### Варианты проектов
Первые из проектов — Общества Рязано-Уральской железной дороги и инженера А. И. Антоновича от 1901 года и инженеров Н. И. Голиневича и Н. П. Дмитриева от 1902 года — предполагали размещение Центрального вокзала в Александровском саду.
Другой проект Центрального вокзала у Кремля от Александровского до Лубянского садов, совмещённого с главной станцией метро, в 1902 году был предложен инженером и предпринимателем П. И. Балинским при участии инженера Е. К. Кнорре, рассмотрен Московской городской думой и отклонён ввиду высокой стоимости реализации и протестов общественности.
По проекту 1911 года инженера Е. К. Кнорре должны были быть сооружены подземные Центральный пассажирский вокзал между Театральным и Неглинным проездами и Центральный товарный вокзал на Охотном ряду.
Ещё один проект Центрального вокзала и подводящих частных железных дорог был предложен в 1912 году российскими предпринимателями Я. И. Уткиным, А. И. Вышнеградским, А. И. Гучковым, А. И. Геннертом и американским Г. Д. Хоффом. Вокзал должен был быть размещён на Охотном ряду между Софийским и Театральным проездами и обслуживать все идущие в Москву пассажирские поезда, а также грузовые поезда, направляющиеся к предприятиям в центре города.
В 1913 году Московская городская дума приняла решение о сооружении системы подземно-надземных линий для электропоездов пригородно-городского метрополитена без создания Центрального вокзала, план не был реализован из-за мировой войны и революции.
В 1919 году А. В. Щусев в проекте «Новая Москва» предлагал создать большой Центральный вокзал на основе станции «Каланчёвская» и присоединив к новому вокзалу также Ленинградский и Ярославский.
В дальнейшем проектов создания единого Центрального вокзала не предлагалось.